# Аренхольц, Бригитте
Бригитте Аренхольц (нем. Brigitte Ahrenholz; 1952—2018) — немецкая гребчиха, выступавшая за сборную ГДР по академической гребле в 1970-х годах. Чемпионка летних Олимпийских игр в Монреале, победительница первенств Европы и мира.

## Биография
Бригитте Аренхольц родилась 8 августа 1952 года в городе Потсдам, ГДР. Заниматься академической греблей начала в возрасте 14 лет, проходила подготовку в спортивном клубе «Берлин-Грюнау».
Первого серьёзного успеха на взрослом международном уровне добилась в сезоне 1971 года, когда вошла в основной состав восточногерманской национальной сборной и побывала на чемпионате Европы в Копенгагене, откуда привезла награду серебряного достоинства, выигранную в зачёте распашных восьмёрок с рулевой — в финале их опередила только команда из СССР.
В 1973 году в парных рулевых четвёрках одержала победу на европейском первенстве в Москве.
На чемпионате мира 1974 года в Люцерне финишировала в восьмёрках первой и завоевала тем самым золотую медаль.
Благодаря череде удачных выступлений удостоилась права защищать честь страны на летних Олимпийских играх 1976 года в Монреале — здесь со своей командой так же показала в восьмёрках лучший результат и стала олимпийской чемпионкой.
За выдающиеся спортивные достижения в 1974 и 1976 годах награждалась орденом «За заслуги перед Отечеством» в бронзе и серебре соответственно.
После завершения спортивной карьеры в 1983 году получила высшее медицинское образование и затем в течение многих лет работала хирургом.
Последний раз живой Аренхольц видели вечером 3 марта 2018 года, утром на следующий день было подано заявление в полицию о её пропаже. 7 апреля было обнаружено её тело, при этом установить причины смерти так и не удалось.